# Síndrome CREST
A síndrome CREST é a forma limitada da escleroderma. O termo "CREST" é um acrônimo para as cinco características principais da doença:
- Calcinose
- Fenômeno de Raynaud
- Dismotilidade Esofágica
- Esclerodactilia
- Telangiectasia